# Strzelanina w kościele w Charleston
Strzelanina w kościele w Charleston – strzelanina, która miała miejsce 17 czerwca 2015 roku w mieście Charleston w Stanach Zjednoczonych. Wśród 9 zabitych był pastor kościoła i senator stanowy.
Sprawcą był zwolennik białej supremacji, 21-letni Dylann Roof. Został oskarżony o dokonanie zbrodni z nienawiści i zabójstwa oraz usiłowanie zabójstwa i zakłócenie ceremonii religijnej i został skazany na dożywocie przez sąd stanowy i na karę śmierci przez sąd federalny.
Napastnik opublikował przed atakiem w internecie rasistowski manifest. Na zdjęciach na Facebooku Roof często pozował z flagą bojową Skonfederowanych Stanów Ameryki, przez co po ataku zaczęto usuwać tę flagę z wielu miejsc publicznych w Stanach Zjednoczonych, uznając ją za symbol rasizmu. W USA zaczęła się także debata na temat rasizmu i nietolerancji w społeczeństwie.
Strzelanina ta była jednym z największych zamachów na miejsca kultu w historii USA. Wszyscy zabici byli afroamerykańskiego pochodzenia.

## Tło
Kościół Afroamerykanów w Charleston odegrał znaczącą rolę w historii USA, zarówno w erze niewolnictwa czarnoskórych, i później, w erze walki o prawa obywatelskie wśród czarnoskórej ludności amerykańskiej. Został założony na początku XIX wieku i jest najstarszym afroamerykańskim kościołem na południu kraju.
Kościół był wcześniej kilkakrotnie niszczony w XIX wieku, pierwszy raz przez wzburzoną ludność, po oskarżeniach skierowanych przeciw jednemu ze współzałożycieli tej kongregacji, i drugi raz w wyniku wstrząsów ziemi w Charleston, które uszkodziły fasadę kościoła. Obecny budynek istnieje od 1891 roku. Kościół wielokrotnie bywał też obiektem różnych pogróżek ze strony rasistów.
Wielu komentatorów w USA porównywało sytuację z 2015 roku z tą z 1963 roku z Birmingham w Alabamie kiedy Ku Klux Klan zabił 4 osoby i ranił 14 innych w zamachu na pochód czarnoskórych aktywistów przed jednym z kościołów. Wówczas atak ten wzmógł przekonanie wśród Amerykanów, że osoby czarnoskóre powinny być lepiej chronione i mieć zagwarantowane większe prawa obywatelskie przez prawo federalne w USA.
Zdania na temat tego, w jaki sposób należy postrzegać masakrę w Charleston były podzielone – jedni komentatorzy i badacze uważają czyn za atak samotnego strzelca niezwiązany z żadnym szerszym problemem społecznym, a drudzy, że jest to szerszy problem związany z rasizmem w USA.

## Masakra
Strzelanina miała miejsce 17 czerwca 2015 roku około godziny 21:05 w afroamerykańskim XIX-wiecznym episkopalnym kościele metodystycznym podczas nabożeństwa. Policja dostała pierwsze telefony o strzelaninie o 21:05 i pierwsze radiowozy przybyły na miejsce zdarzenia kilka minut później. Świadkowie ataku opisywali potem napastnika jako mężczyznę w szarej kurtce i dżinsach, który otworzył ogień nagle, bez uprzedzenia, w stronę ludzi z pistoletu Glock, po czym uciekł.
Napastnik uczestniczył w czytaniu Biblii w kościele i o godz. 21:05 miał wstać i wycelować najpierw w jedną ze starszych kobiet w kościele i ją zastrzelić, a następnie chodzić wokół i celować do kryjących się ludzi. Napastnik podczas ataku krzyczał w stronę uczestników modlitwy wulgarne słowa i nazywał ich niggerami (czarnuchami) oraz zarzucał im gwałcenie białych kobiet i zabieranie kraju ludziom o białym kolorze skóry. Przeładował 5 razy podczas masakry. Kilka osób z jednej rodziny przeżyło przez udawanie martwych na piętrze kościoła. Strzelanina trwała kilka minut i napastnik po jej dokonaniu uciekł z kościoła.
W wyniku masakry zginęło 9 osób, a 1 osoba została ranna; wszystkie ofiary były afroamerykańskiego pochodzenia, a sprawca masakry, 21-letni Dylann Roof, podczas oddawania strzałów miał krzyczeć Muszę to zrobić. Gwałcicie nasze kobiety i zabieracie nam kraj. Wychodząc z kościoła, zbezcześcił ciała ofiar rasistowskimi epitetami, po czym opuścił budynek i odjechał w nieznanym kierunku.
Sprawcę zatrzymano następnego dnia w mieście Shelby, w stanie Karolina Północna, 400 km od Charleston.

## Ofiary strzelaniny
W wyniku strzelaniny zginęło 9 osób i 1 została ranna. Wśród zabitych był pastor i 8 uczestników zgromadzenia. Wszystkie ofiary były czarnoskóre i sprawca prawdopodobnie celowo obrał ten kościół za cel, gdyż wiedział, że będą tam osoby czarnoskóre. Na tej podstawie zaczęto sądzić, że masakra była zbrodnią nienawiści.

1. Cynthia Hurd (lat 54)
2. Susie Jackson (lat 87)
3. Ethel Lee Lance (lat 70)
4. Depayne Middleton (lat 49)
5. Clementa C. Pinckney (lat 41) – pastor
6. Tywanza Sanders (lat 26)
7. Daniel Simmoms (lat 74)
8. Sharonda Singleton (lat 45)
9. Myra Thompson (lat 59)[19]

Wielu z zabitych było pracownikami uniwersytetów lub szkół wyższych. Inni służyli w zaatakowanym kościele lub innych kościołach w okolicy. Zastrzelony pastor był aktywnym działaczem na rzecz praw obywatelskich i przeciwko rasizmowi.

## Sprawca
Sprawcą strzelaniny był 21-letni Dylann Roof. Urodził się i mieszkał w mieście Columbia w stanie Karolina Południowa. Wcześniej wchodził kilkukrotnie w drobne konflikty z prawem.
Napastnik w internecie i na swoim profilu na portalu Facebook otwarcie deklarował się jako rasista i zwolennik białej supremacji. Roof wcześniej m.in. groził swojej szkole wyższej strzelaniną. W internecie napisał manifest zatytułowany The Last Rhodesian pisząc w nim skrajnie prawicowe teorie spiskowe i teorie rasistowskie. Uważał, że biała rasa rzekomo znajduje się na skraju wyginięcia i on musi to powstrzymać. Atakował też przedstawicieli innych mniejszości. Ostatnie zmiany dokonanie na specjalnie stworzonej do hostowania treści manifestu stronie zostały przez Roofa dokonane w dniu ataku. W manifeście i zapiskach stwierdził, że obrał za cel kościół w Charleston z powodu jego roli w historii.
Śledztwo wykazało ponadto, że w internecie miał kontakty z innymi zwolennikami białej supremacji i rasizmu.